# Административное деление Казахстана
Республика Казахстан — унитарное государство, на 1 января 2025 года состоящее из:
- 20 административно-территориальных единиц первого уровня: 17 областей и 3 города республиканского значения;
- 224 административно-территориальных единиц второго уровня: 176 районов в областях, 39 городов областного значения, 19 районов в городах республиканского значения;
- 2352 административно-территориальных единицы третьего уровня: 48 акиматов городов районного значения, 4 акимата районов в городах областного значения, 29 акиматов поселковых округов, 2179 акиматов сельских округов, 92 сельских акимата.

Всего в Казахстане 90 городов, 29 посёлков, 6293 села. 
Российская Федерация арендует у Казахстана территории площадью 95 727 км² (свыше 3,51 % всей территории Казахстана), на которых расположены космодром Байконур, город с особым статусом Байконур и три военных полигона (Сары-Шаган, а также боевые поля 4-го ГЦМП и 929-го ГЛИЦ).

## Современное административное деление

### Первый уровень
Республика Казахстан административно разделена на 17 областей и 3 города республиканского значения.
Кроме того, имеется город с особым статусом, Байконур, который до 2050 года арендуется Российской Федерацией и на этот период в отношениях с ней наделён статусом, соответствующим городу федерального значения Российской Федерации.
В 2022 году были созданы три новые области: Абайская (выделена из Восточно-Казахстанской области, ранее именовалась Семипалатинской), Жетысуская (выделена из Алматинской области, ранее именовалась Талды-Курганской) и Улытауская (выделена из Карагандинской области, ранее именовалась Джезказганской).
Города республиканского значения Казахстана — населенные пункты, имеющие особое государственное значение или численность населения более одного миллиона человек. На сегодняшний день, в Казахстане имеется 3 крупных города со статусом города республиканского значения: Алматы, Астана (столица) и Шымкент. Закрепление за городом статуса республиканского значения возможно на основании указа Президента Казахстана, в соответствии с пунктом 1 статьи 3 Закона «Об административно-территориальном устройстве Республики Казахстан».
| №                                | Герб | Город/Область                  | Административный центр | Административный центр | площадь, км², 1.1.2025 | население (1-12-2024), чел. | плотность населения, чел./км² | ВРП, 2023, млрд тенге | ВРП, 2023 на душу населения, тыс. тенге |
| №                                | Герб | Город/Область                  | Название на казахском  | Название на русском    | площадь, км², 1.1.2025 | население (1-12-2024), чел. | плотность населения, чел./км² | ВРП, 2023, млрд тенге | ВРП, 2023 на душу населения, тыс. тенге |
| -------------------------------- | ---- | ------------------------------ | ---------------------- | ---------------------- | ---------------------- | --------------------------- | ----------------------------- | --------------------- | --------------------------------------- |
| Города республиканского значения |      |                                |                        |                        |                        |                             |                               |                       |                                         |
| 1                                |      | Город Астана                   | Астана                 | Астана                 | 797,33                 | 1 520 756                   | 1907,31                       | 12 920,3              | 9 279,6                                 |
| 2                                |      | Город Алма-Ата                 | Алматы                 | Алматы, Алма-Ата       | 682                    | 2 286 328                   | 3352,39                       | 24 896,0              | 11 340,6                                |
| 3                                |      | Город Шымкент                  | Шымкент                | Шымкент                | 1162,8                 | 1 253 280                   | 1077,81                       | 4 026,6               | 3 335,7                                 |
| Области                          |      |                                |                        |                        |                        |                             |                               |                       |                                         |
| 4                                |      | Абайская область               | Семей                  | Семей                  | 185 500                | 603 345                     | 3,25                          | 2 801,9               | 4 601,7                                 |
| 5                                |      | Акмолинская область            | Көкшетау               | Кокшетау               | 146 219                | 787 896                     | 5,39                          | 3 860,4               | 4 899,0                                 |
| 6                                |      | Актюбинская область            | Ақтөбе                 | Актобе                 | 300 629                | 948 991                     | 3,16                          | 4 254,1               | 4 555,8                                 |
| 7                                |      | Алматинская область            | Қонаев                 | Конаев                 | 105 263                | 1 557 932                   | 14,80                         | 5 219,3               | 3 437,1                                 |
| 8                                |      | Атырауская область             | Атырау                 | Атырау                 | 118 631                | 710 273                     | 5,99                          | 14 327,3              | 20 509,2                                |
| 9                                |      | Восточно-Казахстанская область | Өскемен                | Усть-Каменогорск       | 97 800                 | 724 110                     | 7,40                          | 4 636,3               | 6 362,8                                 |
| 10                               |      | Жамбылская область             | Тараз                  | Тараз                  | 144 264                | 1 222 411                   | 8,47                          | 3 051,6               | 2 500,5                                 |
| 11                               |      | Жетысуская область             | Талдықорған            | Талдыкорган            | 118 648                | 694 940                     | 5,86                          | 1 707,4               | 2 444,9                                 |
| 12                               |      | Западно-Казахстанская область  | Орал                   | Уральск                | 151 339                | 695 724                     | 4,60                          | 5 323,2               | 7 707,0                                 |
| 13                               |      | Карагандинская область         | Қарағанды              | Караганда              | 239 045                | 1 134 002                   | 4,74                          | 8 128,8               | 7 161,3                                 |
| 14                               |      | Костанайская область           | Қостанай               | Костанай               | 196 001                | 825 735                     | 4,21                          | 4 661,8               | 5 609,2                                 |
| 15                               |      | Кызылординская область         | Қызылорда              | Кызылорда              | 226 019                | 845 994                     | 3,74                          | 2 589,9               | 3 091,3                                 |
| 16                               |      | Мангистауская область          | Ақтау                  | Актау                  | 165 642                | 803 631                     | 4,85                          | 4 470,8               | 5 754,2                                 |
| 17                               |      | Павлодарская область           | Павлодар               | Павлодар               | 124 755                | 751 656                     | 6,02                          | 4 374,2               | 5 797,9                                 |
| 18                               |      | Северо-Казахстанская область   | Петропавл              | Петропавловск          | 97 993                 | 522 695                     | 5,33                          | 2 429,2               | 4 565,3                                 |
| 19                               |      | Туркестанская область          | Түркістан              | Туркестан              | 116 280                | 2 154 304                   | 18,52                         | 4 054,0               | 1 902,6                                 |
| 20                               |      | Улытауская область             | Жезқазған              | Жезказган              | 188 936                | 221 317                     | 1,17                          | 2 074,9               | 9 367,5                                 |
|                                  |      | Всего                          |                        |                        | 2 724 902              | 20 265 320                  | 7,44                          | 119 808,0             | 6 020,4                                 |

### Второй уровень
Во втором уровне административного деления 161 сельских районов, 17 городских районов и 37 городов областного значения.
Городские районы в городах республиканского значения: Астана — 5 районов, Алма-Аты — 8 районов, Шымкент — 5 районов.
Статус города областного значения имеют крупные экономические и культурные центры, имеющие развитую производственную и социальную инфраструктуру и численность населения более 50 тыс. человек.

### Третий уровень
В третьем уровне 47 городов районного значения, 4 городских района (по 2 в городах областного значения Караганде и Актобе), 26 поселковых акиматов, 2283 сельских окружных акиматов и 82 сельских акимата.
Городами районного значения являются населённые пункты, на территории которых имеются промышленные предприятия, коммунальное хозяйство, государственный жилищный фонд, развитая сеть учебных и культурно-просветительских, лечебных и торговых объектов, с численностью населения не менее 10 тыс. человек, из которых рабочие, служащие и члены их семей составляют свыше двух третей общей численности населения.
Городские районы в городах областного значения создаются в случае, если население города областного значения превышает 400 тысяч человек: в городе Караганда — 2 района, Актобе — 2 района.

## История
| Уральская область     | Тургайская область      |
| Акмолинская область   | Семипалатинская область |
| Семиреченская область | Сырдарьинская область   |
| Самаркандская область | Ферганская область      |
| Хивинское ханство     | Бухарский эмират        |
| Закаспийская область  |                         |

### Российская империя
К началу XX века территория современного Казахстана входила в состав семи областей:
1. Закаспийская область
2. Уральская область
3. Тургайская область
4. Акмолинская область
5. Семипалатинская область
6. Семиреченская область
7. Сырдарьинская область

Букеевская Орда входила в состав Астраханской губернии.

### Советский период
- 1920. Образована Киргизская АССР в составе РСФСР со столицей в Оренбурге.
- 1925. Киргизская АССР переименована в Казакскую АССР, с центром в Кзыл-Орде, республиканским Съездом Советов восстановлено именование народа на русском языке в соответствии с самоназванием.
- 1927. Столица Казакской АССР перенесена в Алма-Ату.
- 1928. Ликвидированы все губернии Казакской АССР, а её территория разделена на 13 округов (Адаевский, Акмолинский, Актюбинский, Алма-Атинский, Гурьевский, Каркаралинский, Кзыл-Ординский, Кустанайский, Павлодарский, Петропавловский (Кзыл-Джарский), Семипалатинский, Сыр-Дарьинский и Уральский).
- 1929. Упразднён Адаевский округ.
- 1930. Кара-Калпакская АО выведена из состава Казакской АССР и подчинена непосредственно РСФСР. Все округа упразднены.
- 1932. Вся территория вдоль залива Кара-Богаз-Гол, до этого входившая в состав Казакской АССР, передана в состав Туркменской ССР[10].
- 1933. Президиум ВЦИК утвердил новое административно-территориальное деление Казакской АССР взамен существующего в составе шести областей (Актюбинская, Алма-атинская, Восточноказахская, Западноказахская, Карагандинская, Южноказахская), разделённых на сто двадцать три района и один округ (Гурьевский)[11]
- 1934. Участок территории на севере республики был передан новообразованной Оренбургской области РСФСР. Образован Каркаралинский округ.
- 1936. С принятием новой конституции статус Казахской АССР был повышен до союзной республики и она была выведена из состава РСФСР. Во избежание путаницы с представителями казачества, титульную нацию республики стали называть казахи, а республику, соответственно, Казахская ССР. Образованы две новых области — Кустанайская и Северо-Казахстанская. Упразднены Гурьевский и Каркаралинский округа.
- 1938. Образованы Гурьевская, Кзыл-Ординская и Павлодарская области.
- 1939. Образованы Акмолинская, Джамбульская и Семипалатинская области.
- 1944. Образованы Кокчетавская и Талды-Курганская области.
- 1959. Упразднена Талды-Курганская область.
- 1960. Упразднена Акмолинская область.
- 1961. Акмолинская область восстановлена под именем Целиноградской.
- 1962. Западно-Казахстанская область переименована в Уральскую, Южно-Казахстанская — в Чимкентскую. Образованы 3 края:
  - Западно-Казахстанский (Актюбинская, Гурьевская, Уральская области).
  - Целинный (Кокчетавская, Кустанайская, Павлодарская, Северо-Казахстанская, Целиноградская области).
  - Южно-Казахстанский (Джамбульская, Кзыл-Ординская, Чимкентская области).
- 1964. Все 3 края упразднены.
- 1967. Восстановлена Талды-Курганская область.
- 1970. Образована Тургайская область.
- 1973. Образованы Джезказганская и Мангышлакская области.
- 1988. Упразднены Мангышлакская и Тургайская области.
- 1990. Восстановлены Тургайская и Мангистауская (бывшая Мангышлакская) области.

### Период независимости
- 1991. Провозглашена независимость Казахстана.
- 1992. Гурьевская область переименована в Атыраускую, Целиноградская — в Акмолинскую, Алма-Атинская — в Алматинскую. Уральской области возвращено название Западно-Казахстанская, Чимкентской — Южно-Казахстанская.
- 1993. Джамбульская область переименована в Жамбылскую, Кокчетавская — в Кокшетаускую, Талды-Курганская — в Талдыкорганскую.
- 1995. Джезказганская область переименована в Жезказганскую.
- 1996. Кзыл-Ординская область переименована в Кызылординскую, Кустанайская — в Костанайскую.
- 1997. Упразднены Жезказганская, Кокшетауская, Семипалатинская, Талдыкорганская и Тургайская области. Изменено внутриобластное деление (районы). Столица Казахстана перенесена в Акмолу.
- 1998. Город Акмола — столица Республики Казахстан — был переименован в Астану[12].
- 1999. Часть районов Северо-Казахстанской области (с городом Кокшетау) переданы Акмолинской области (центр Акмолинской области переведён из Астаны в Кокшетау).
- 2001. Областной центр Алматинской области перенесён в Талдыкорган.
- 2018. Город Шымкент выделен из Южно-Казахстанской области, ему придан статус города республиканского значения, областной центр перенесён в г. Туркестан, а область переименована в Туркестанскую.
- 2019. Город Астана — столица государства переименована в Нур-Султан[13] в честь первого президента Казахстана Нурсултана Назарбаева.

- 2022. Президент Казахстана Касым-Жомарт Токаев объявил о том, что следует произвести значительные изменения в административном устройстве Казахстана[14]:

 — восстановить прежнюю Джезказганскую область под названием Улытауская область с административным центром в Жезказгане (выделив её из Карагандинской области, в которую была включена в 1997 году),
 — восстановить прежнюю Семипалатинскую область под названием Абайская область с административным центром в Семее  (выделив её из Восточно-Казахстанской области, в которую была включена в 1997 году),
 — восстановить прежнюю Талды-Курганскую область под названием Жетысуская область с административным центром в Талдыкоргане  (выделив её из Алматинской области области, в которую была включена в 1997 году),
 — центром Алматинской области сделать город Капшагай, а в случае, если местное население выразит желание, переименовать этот город в честь Динмухамеда Кунаева. 3 мая 2022 года город был переименован в Конаев (каз. Қонаев) в память о Динмухамеде Кунаеве.
- 2022. Город Нур-Султан — столица государства переименован в Астану[16].